# Mateusz Szczurek

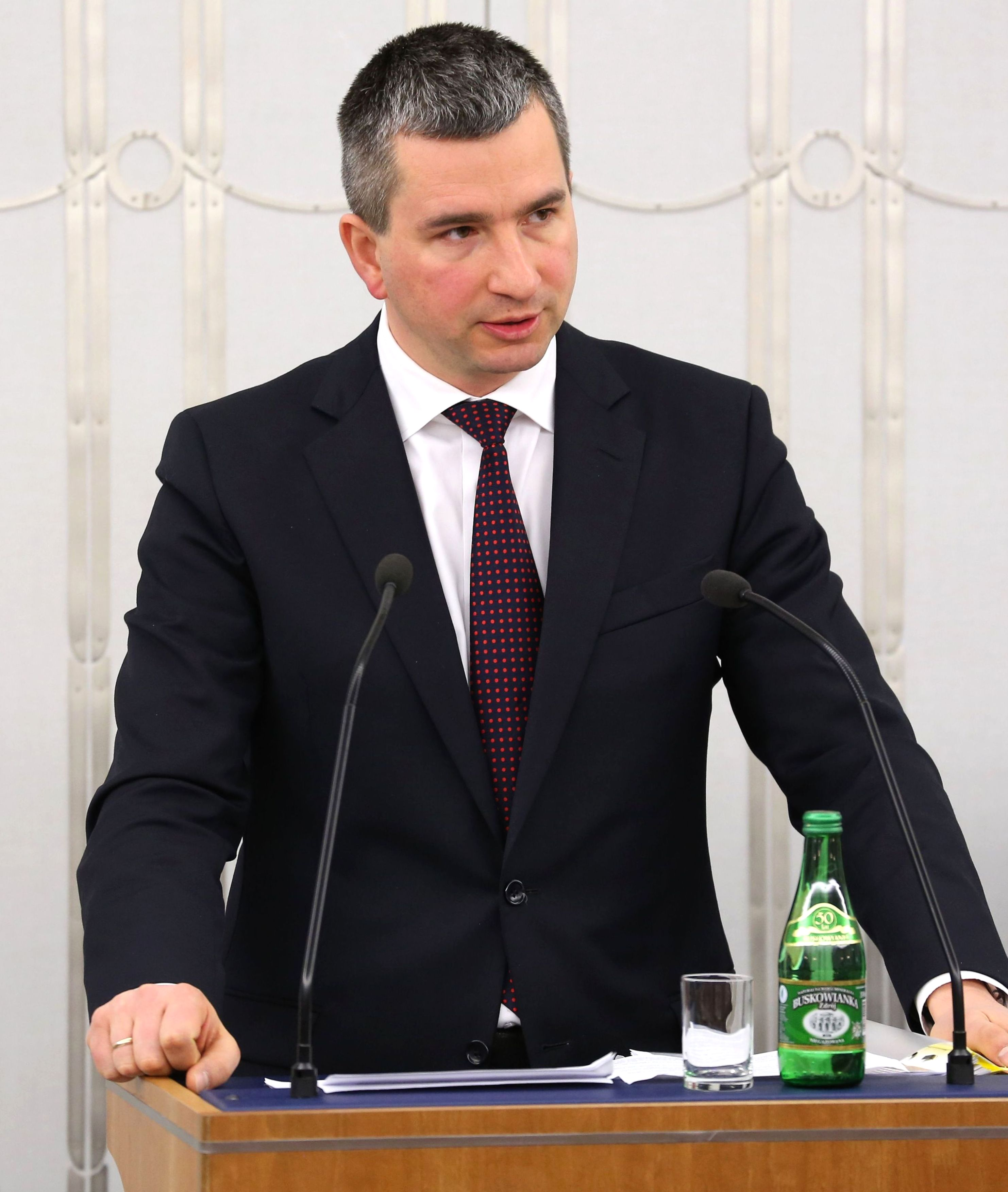
Mateusz Szczurek im Januar 2015 vor dem polnischen Senat

Mateusz Szczurek (* 11. August 1975 in Warschau) ist ein polnischer Wirtschaftswissenschaftler und Politiker. Er wurde 2013 im Alter von 38 Jahren zum Chef des polnischen Finanzministeriums berufen.
Szczurek studierte an der Universität Warschau und nahm von 1994 bis 1997 an einem gemeinsamen Programm der Warschauer Universität und der Columbia University (School of International and Public Affairs) in New York City teil, das er mit dem Bachelor of Arts abschloss. 1997 erwarb er einen Mastertitel im Fach internationale Wirtschaft. In Folge promovierte er an der University of Sussex. Von 1997 bis 2011 war er als Volkswirt bei ING Barings und anschließend als Chefvolkswirt (Mittel- und Osteuropa) bei der ING Bank Śląski tätig. 1998 und 2007 belegte er  Kurse in Ökonometrie am International Center for Monetary and Banking Studies in Genf und London. Szczurek ist Dozent für Volkswirtschaftslehre an der Szkoła Główna Handlowa w Warszawie, der University of Sussex und der Goethe Business School in Frankfurt am Main. Außerdem ist er Mitglied der Gesellschaft der polnischen Volkswirte (Towarzystwo Ekonomistów Polskich).
Am 20. November 2013 nominierte ihn der polnische Ministerpräsident Donald Tusk als Nachfolger von Jacek Rostowski zum Finanzminister der Republik Polen. Am 27. November 2013 wurde die Ernennung durch den Präsidenten Bronisław Komorowski bestätigt. Mögliche Hintergründe seiner Ernennung wurden im Zusammenhang mit der Abhöraffäre des Jahres 2014 thematisiert.
Am 16. November 2015 schied Szczurek als Finanzminister aus, sein Nachfolger wurde Paweł Szałamacha.
In seiner Freizeit fährt Szczurek Fahrrad; unter anderem in Ruanda, Zentralasien und in den Anden.